# Mara Scherzinger
Mara Scherzinger (Titisee-Neustadt,  23 de setembro de 1989) é uma atriz alemã aparecendo em séries de televisão, filmes e comerciais.

## Biografia
Mara Scherzinger nasceu em 23 de setembro de 1989, cresceu em Lenzkirch perto de Titisee-Neustadt na Floresta Negra. Seu pai, Paulus Straub, era um engenheiro eletrônico que trabalhava com energia solar. Sua mãe é Claudia Scherzinger. Mara tem um irmão chamado Jannis.
Em 2000, a família mudou-se para Colónia. Os pais de Mara puderam oferecer vendas de formação, treinamento de teatro e cursos similares.
Em 2002, ela conseguiu um pequeno papel em um comercial para Masterfoods. Seu sucesso veio com o filme "Liebe und Verlangen" (Amor e Desejo), em que ela desempenha uma adolestente problematica.

## Fimografia
- 2002: Liebe und Verlangen
- 2004: SK Kölsch – Der Letzte der Hippies
- 2004/2005: Blue Water High
- 2006: Beautiful Bitch